# Font del Toll (Vilamolat de Mur)
La Font del Toll és una font dins del terme municipal de Castell de Mur, en territori del poble de Vilamolat de Mur. És a 627 msnm, a ponent de Casa Josep i al nord-oest de Vilamolat de Mur, molt a prop de tots dos llocs. És en una raconada formada per una pista rural en vèncer la llau del Toll.